# Meine Pit
Meine Pit (Steenwijkerwold, 9 november 1931 – Woudrichem, 1 februari 2014) was een Nederlands politicus namens de PvdA.
Hij was van 1972 tot 1987 lid van de partijraad van de PvdA. Pit was lid van de Provinciale Staten van Gelderland en in twee periodes van de Eerste Kamer. Daar was hij woordvoerder economische zaken en landbouw. Hij stemde als enige PvdA-fractielid tegen de Betuweroute. In 1995 werd hij met voorkeurstemmen herkozen. Pit was gehuwd en kreeg drie kinderen.
- Biografisch Portaal: 15992089
- International Standard Name Identifier: 0000 0003 9176 4171
- Nederlandse Thesaurus van Auteursnamen: 165454687
- Parlement.com: vg09lloyilz1
- Virtual International Authority File: 285642209
- WorldCat: E39PBJxrWyWyhFgV49C8gXXfMP